# Dikasterij za Istočne Crkve
Dikasterij za Istočne Crkve (tal. Dicastero per le Chiese orientali) dio je Rimske kurije odgovoran za kontakt s Istočnim katoličkim Crkvama, pomoć u njihovom razvoju te zaštitu njihovih prava. O ovom dikasteriju ovise Papinski institut za orijentalne studije, Institut sv. Ivana Damaščanskog za istočne svećenike koji studiraju u Rimu i pet kolegija za Armence, Etiopljane, Grke, Ruse i Ukrajince. Osnovan je motuproprijem Dei Providentis pape Benedikta XV., 1. svibnja 1917., kao Svete kongregacije za orijentalne Crkve.
Prije reforme Rimske kurije od 2022., ovaj dikasterij nosio je ime Kongregacija za Istočne Crkve (lat. Congregatio pro Ecclesiis Orientalibus).

## Povijest
Dana 6. siječnja 1862. papa Pio IX. je unutar Svete kongregacije za širenje vjere osnovao odsjek za „poslove orijentalnih obreda”, koji je prestao postojati 30. studenog 1917.
Papa Benedikt XV. osamostalio je ovu kongregaciju motuproprijem Dei Providentis 1. svibnja 1917. godine i dao joj ime Sveta kongregacija za orijentalne Crkve. Tada je kongregacijom presjedao papa uključujući nekoliko kardinala, od kojih je jedan djelovao na položaju tajnika. Također su se tu nalazili i vijećnici, izabrani od strane većeg klera.  
Naziv Dikasterij za Istočne Crkve dao joj je papa Pavao VI. apostolskom konstitucijom Regimini Ecclesiae Universe 15. kolovoza 1967. godine.

## Struktura
Članovi Dikasterija po pravu su patrijarsi, vrhovni nadbiskupi istočnih Crkava sui iuris i prefekt Dikasterija za promicanje jedinstva kršćana. Prema apostolskoj konstituciji „Praedicate Evangelium” traži se, što je više moguće, da savjetnici i službenici budu birani između vjernika istočnog obreda različitih Crkava sui iuris i između vjernika latinskog obreda.

## Djelovanje
Ovaj dikasterij ima ovlasti nad:
1. Svim stvarima koji se odnose na Istočne katoličke Crkve odgovornima Svetoj Stolici (struktura i organizacija Crkva; vršenje funkcija podučavanja, posvećivanja i upravljanja; ljudi, njihov status, njihova prava i dužnosti);
2. petogodišnja isvješća i pohodi ad limina Apostolorum.[5]

S obzirom na prethodno navedeno, posebna i isključiva nadležnost Dikasterija za nauk vjere, Dikasterija za kauze svetaca, Dikasterija za zakonodavne tekstove, Apostolske pokorničarne, Vrhovnog suda Apostolske signature i Suda rimske Rote uvijek ostaje netaknuta.
Dikasterij postupa u međusobnom dogovoru s Dikasterijem za promicanje jedinstva kršćana u pitanjima koja se mogu ticati odnosa s nekatoličkim istočnim Crkvama te također s Dikasterijem za međureligijski dijalog i Dikasterijem za kulturu i obrazovanje u pitanjima koja se njih tiču.

## Prefekti
- papa Benedikt XV. (1917. – 1922.)
- papa Pio XI. (1922. – 1939.)
- papa Pio XII. (1939. – 1958.)
- papa Ivan XXIII. (1958. – 1963.)
- papa Pavao VI. (1963. – 1967.)

- kardinal Gustavo Testa (1967. – 1968.)
- kardinal Maximilien de Furstenberg (1968. – 1973.)
- kardinal Paul-Pierre Philippe (1973. – 1980.)
- kardinal Władysław Rubin (1980. – 1985.)
- kardinal Duraisamy Simon Lourdusamy (1985. – 1991.)
- kardinal Achille Silvestrini (1991. – 2000.)
- kardinal Ignacije Moussa Daoud (2000. – 2007.)
- kardinal Leonardo Sandri (2007. – 2022.)
- nadbiskup Claudio Gugerotti (2022. – danas)

## Vanjske poveznice
- Službena mrežna stranica